# Larry Craig
Larry Edwin Craig (Council (Idaho), 20 juli 1945) is een Amerikaans politicus. Hij was een Republikeins senator voor Idaho van 1991 tot 2009.

## Levensloop
Craig behaalde in 1969 een bachelor in de politicologie aan de University of Idaho, en studeerde daarna nog een jaar aan de George Washington University. Van 1970 tot 1972 was hij lid van de Nationale Garde. In 1971 begon hij te werken voor een ranch van de familie.
Hij is getrouwd met Suzanne Thompson. Samen hebben zij twee kinderen.

## Politieke carrière
In 1974 werd Craig gekozen als lid van de Senaat van de staat Idaho. In 1980 maakte hij de overstap naar het Huis van Afgevaardigden. Daar heeft hij zich voornamelijk ingezet voor het streven van toenmalig president Ronald Reagan om het aantal beroepsopleidingen uit te breiden.
In 1990 stelde hij zich verkiesbaar voor de Senaat en werd gekozen.
In de Senaat staat Craig vooral bekend als een sterke voorstander van een gebalanceerde begroting. In mei 2003 probeerde hij bijna tweehonderd promoties en benoemingen bij de luchtmacht te voorkomen, omdat de luchtmacht een toezegging van zeven jaar eerder niet nakwam dat een viertal tankvliegtuigen niet in Idaho zouden worden gestationeerd.
Craig is een voorstander van het gastarbeidersprogramma dat president George W. Bush in april 2005 voorstelde. Hij stelde zelf voor om een half miljoen tot een miljoen immigranten die werken in de landbouw een legale status te geven. Dit voorstel haalde het echter niet.
Sinds 1983 heeft Craig zitting in het bestuur van de National Rifle Association.
Craig was betrokken bij de kandidatuur van partijgenoot Mitt Romney voor het presidentschap van de Verenigde Staten. Hij maakte naar aanleiding van het toilet-incident bekend zich terug te trekken uit Romneys presidentscampagne.
Tijdens de laatste Senaatsverkiezingen in 2009 deed hij niet mee. Hij werd opgevolgd door voormalig gouverneur van Idaho Jim Risch.

## Toilet-incident
Craig kwam in augustus 2007 in het nieuws doordat hij zich schuldig had gemaakt aan seksueel aanstootgevend gedrag op de herentoiletten van het vliegveld van Minneapolis.
Craig bekeek een politieman in burger door een kier in het toilethokje en probeerde overduidelijk op verschillende manieren in contact te komen met de agent. Hij tikte onder de tussenschotten door met zijn rechtervoet tegen de linkervoet van de agent. Deze signalen worden op dit soort plekken gebruikt om aan te geven dat men seks wil. Na het voet-incident stak de senator verschillende keren zijn hand onder het schot tussen de hokjes door. Dat was voor de agent genoeg reden om de senator in te rekenen.
Craig heeft al toegegeven aan de beschuldigingen, desalniettemin beweert hij nu toch onschuldig te zijn. Volgens de senator berust alles op een misverstand en zou hij slechts bekend hebben om de zaak sneller af te kunnen handelen.
Het opmerkelijke is dat de Republikein homofobe denkbeelden heeft. Hij steunt pogingen om het homohuwelijk grondwettelijk te verbieden. Ook is hij er tegenstander van dat seksuele geaardheid wordt toegevoegd aan de wetgeving op het gebied van haatmisdrijven en heeft hij tegen beschermende maatregelen gestemd voor homo-, biseksuele en transgenderwerknemers.
Op 4 september 2007 liet een woordvoerder van Craig doorschemeren dat hij aan het einde van die maand zou aftreden. Dat gebeurde echter niet. In plaats daarvan probeerde Craig bij de rechter zijn bekentenis ongedaan te maken. Deze wees dit verzoek af, maar Craig liet wel weten zijn termijn in de Senaat vol te maken.
- Library of Congress Control Number: nr00033587
- MusicBrainz: 574e720a-1365-434b-bcfe-c14b1539a879
- SNAC: w61v5f2x
- Biographical Directory of the United States Congress: C000858
- Virtual International Authority File: 24440945
- WorldCat: E39PBJfcPt6pGjQP8rvMfHG8md